# Gigaspermum mouretii
Gigaspermum mouretii är en bladmossart som beskrevs av Corbière 1913. Gigaspermum mouretii ingår i släktet Gigaspermum och familjen Gigaspermaceae. Inga underarter finns listade i Catalogue of Life.